# White Sands Missile Range

i7
i11

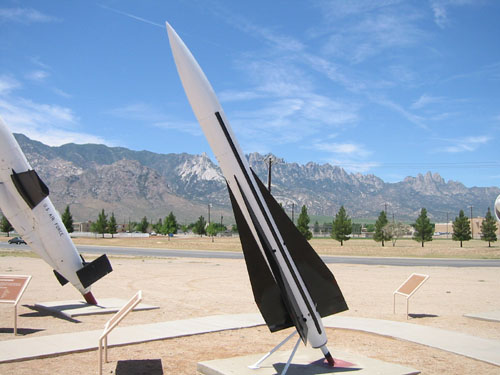
MIM-23 HAWK-Flugabwehrrakete

White Sands Missile Range (WSMR), von 1945 bis zur Umbenennung am 1. Mai 1958 White Sands Proving Ground (WSPG) genannt, ist ein Übungs- und Testgelände der United States Army für Raketen- und Drohnen-Technologien. Es liegt im Süden des US-Bundesstaats New Mexico.
Während der Entwicklung der Atombombe (Manhattan-Projekt) wurde die 1941 begonnene Alamogordo Bombing and Gunnery Range sieben Tage vor dem ersten Kernwaffentest der Geschichte in White Sands umbenannt. Das Gebiet des Tests ist heute gesperrt.

## Geographie

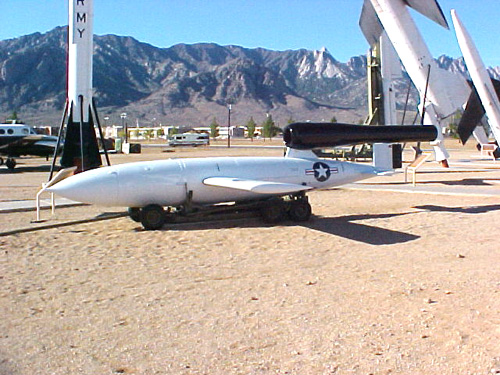
US-Nachbau der V1 im White Sands Missile Range Museum

Die WSMR liegt im Otero County, New Mexico, in einem Tal zwischen den Organ Mountains und den Sacramento Mountains.
Die Hauptverwaltung der WSMR befindet sich etwa 70 Kilometer nördlich der Stadt El Paso (Texas) und etwa 32 Kilometer östlich von Las Cruces (New Mexico) am US Highway 70. Das Gelände erstreckt sich westlich von Alamogordo und östlich der San Andres Mountains mit einer Nord-Süd-Ausdehnung von etwa 160 Kilometern. In Ost-West-Richtung werden etwa 70 Kilometer erreicht; der mittendurch verlaufende Highway wird aus Sicherheitsgründen hin und wieder gesperrt, wenn Tests auf dem Gelände durchgeführt werden. Mit etwa 8.300 Quadratkilometern ist WSMR die größte militärische Einrichtung der USA.

## Namensgebung
Die Bezeichnung White Sands Missile Range bezieht sich auf den weißen Sand, der für Teile des Geländes typisch ist. Genauer handelt es sich hier um eine Art Gips. Näheres hierzu findet sich in den Artikeln über die Chihuahua-Wüste und den White-Sands-Nationalpark.

## Geschichte

### Bombing Range und Entwicklung der Atombombe

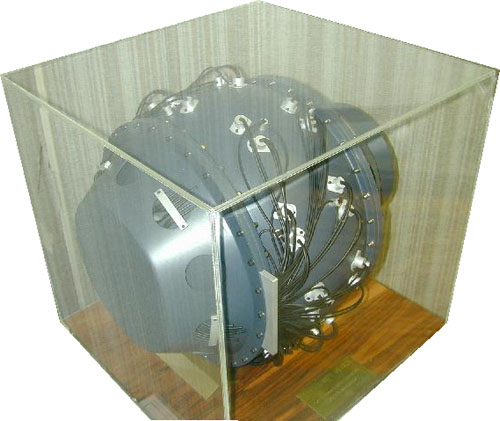
Modell der weltweit ersten gezündeten Atombombe

Die Army sicherte sich das Gelände im Juni 1941. Nach dem japanischen Angriff auf Pearl Harbour am 7. Dezember 1941 wurde sofort in der Nähe mit dem Bau des Alamogordo Army Air Field, N.M begonnen und die Alamogordo Bombing and Gunnery Range eröffnet. Das Gelände blieb während der amerikanischen Beteiligung im Zweiten Weltkrieg geheim, 1942 wurde ein Medienartikel von William L. Laurence der New York Times darüber klassifiziert. Das nördliche Ende der Range wurde als Testgelände für die in Los Alamos, New Mexico, betriebenen Atomforschungs-Laboratorien ausgewählt. In diesem abgelegenen Teil der Range wurde am 16. Juli 1945 im Rahmen des Manhattan-Projektes die erste Atombombe gezündet. Eine Woche vor dem Test war am 9. Juli die gesamte Range in White Sands Proving Ground umbenannt worden. Der Atomtest Trinity wurde dort im weiteren Gebiet mit den Namen „Jornada del Muerto“ auf der Trinity-Site durchgeführt – siehe Trinity-Test.

### Frühe Raketenforschung und -Erprobung
Zum Ende des Zweiten Weltkrieges wurden die in Peenemünde tätigen deutschen Wissenschaftler, unter ihnen auch Wernher von Braun, nach Los Alamos und weiter zur White Sands Missile Range gebracht. Die erbeuteten V1- und V2-Raketen wurden zur WSMR transportiert, wo sie einem Reverse Engineering unterzogen, nachgebaut und weiterentwickelt wurden. 

Die White Sands V-2 Launching Site etwa 9,5 km östlich des White Sands Missile Range Museum, auch bekannt als Launch Complex 33 (32°24'06.61"N 106°22'40.82"W) und ursprünglich als Army Launch Area Number 1, ist eine historische Raketenstartanlage auf der White Sands Missile Range. Der Standort wurde 1985 zum National Historic Landmark erklärt.
Neben militärischen Raketen wurden hier unter anderem von der NASA die Rettungsraketen der Apollo-Raumschiffe mit Hilfe von Little Joe II-Raketen getestet.

### Forschung und Entwicklung heute
Heute wird auf dem Gelände weiter an neuen Raketentypen geforscht, ebenso wird die Forschung an nuklearen und anderen Waffen weiter vorangetrieben. So wird in der High Energy Laser Systems Test Facility (HELSTF) das THEL-System erprobt, ein Versuch, Laser zur Abwehr von Geschossen zu verwenden. Ein weiterer Schwerpunkt liegt auf der Entwicklung und Erprobung von Drohnen für Aufklärungs- und Kampfzwecke.

### Ausweich-Landebahn für das Space Shuttle

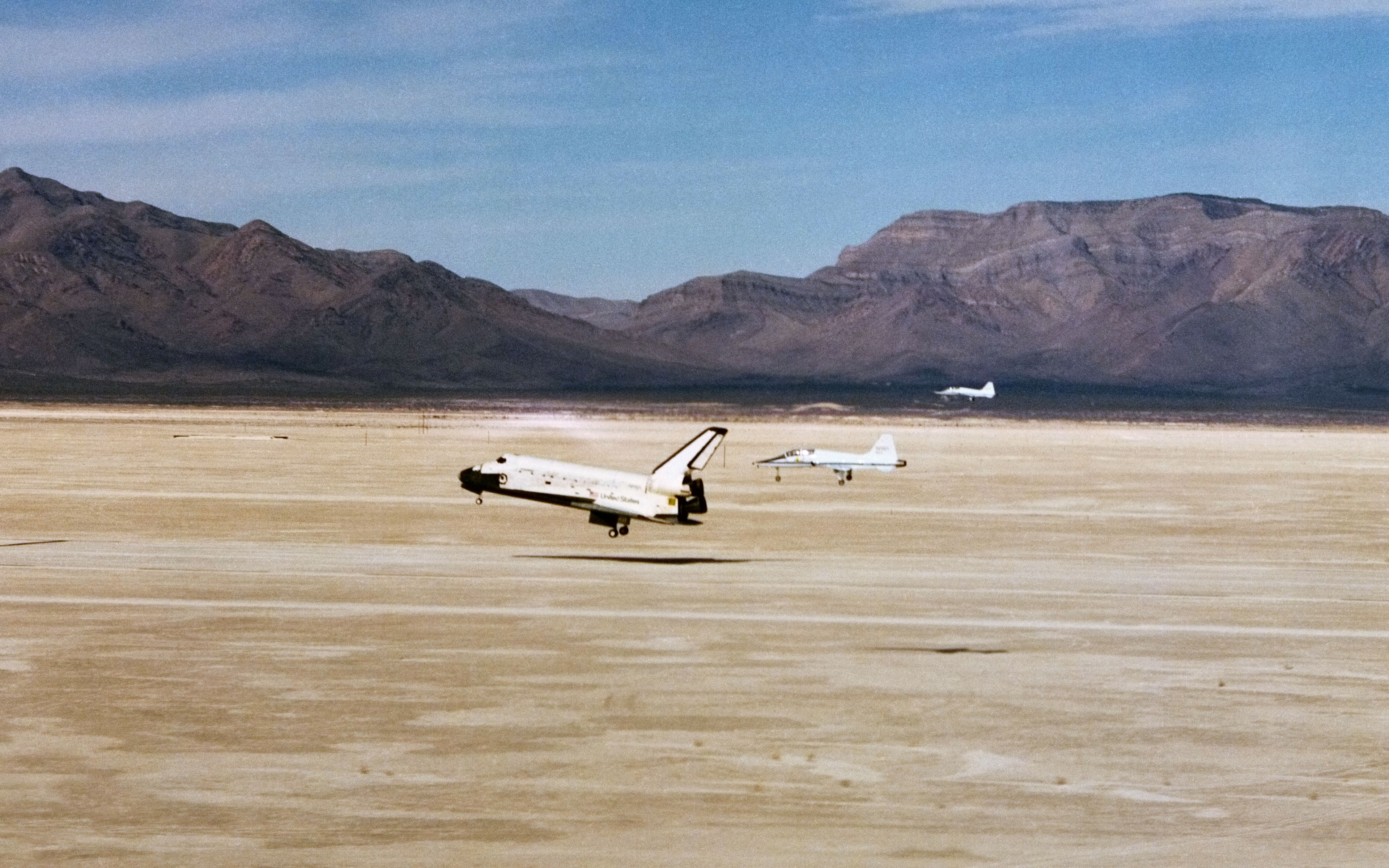
Raumfähre Columbia im Landeanflug auf den Northrup Strip, begleitet von zwei Geleitflugzeugen

Die Northrup Strip genannte Landebahn, 72 Kilometer nördlich des Hauptgebäudes gelegen, war eine der Lande-Alternativen des Space Shuttles. Northrup Strip wurde nach der Firma Northrop Corporation benannt, die dort Flugexperimente durchführte, jedoch wurde der Name mit einem Schreibfehler in die Karten der US Army eingetragen.
Benutzt wurde die Landebahn nur ein einziges Mal, als am 30. März 1982 eine Landung der Raumfähre Columbia (STS-3) auf der Edwards Air Force Base in Kalifornien wegen schlechter Wetterbedingungen nicht möglich war. Zu diesem Zeitpunkt existierte noch keine Landemöglichkeit am Kennedy Space Center in Florida. Der feine Gipsstaub führte zu einer starken Verschmutzung der mechanischen Systeme der Raumfähre, wodurch eine aufwändige Instandsetzung der Raumfähre erforderlich wurde. Aus diesem Grund wurden Shuttle-Landungen in White Sands Missile Range nur im Notfall erwogen, wenn die primären Landeplätze nicht zur Verfügung standen.
Aufgrund ungünstiger Wetterbedingungen während des Fluges von STS-116 war Northrup Strip als einer der möglichen Landeplätze für eine Landung am 22. Dezember 2006 in White Sands Missile Range vorgesehen. Als das Wetter in Florida sich doch noch besserte, konnte die Raumfähre Discovery schließlich wie geplant in Florida landen. Eine Landung auf Northrup Strip hätte zu logistischen Problemen geführt, da WSMR nicht über die Ausstattung wie die Edwards Air Force Base verfügt, und der Rücktransport der Discovery drei Monate gedauert hätte.

## Tourismus
Die WSMR beheimatet das White Sands Missile Range Museum (32,386° N; 106,479° W), eine Sammlung von Exponaten aller Raketentypen, die je auf dem Testgelände erprobt wurden – von der V1 bis zum Patriot-Flugabwehrraketensystem.
Der gesperrte Teil des Geländes, der die Trinity-Site beinhaltet, wird an zwei Tagen des Jahres für ein paar Stunden dem Publikum geöffnet.
Der White-Sands-Nationalpark, ein touristisch sehenswertes Besuchsziel, befindet sich etwa 20 Kilometer westlich von Alamogordo am US Highway 70.

## Sonstiges
- Die White Sands Missile Range wurde von der Green River Test Site aus mit mehreren Athena- und Pershing-Raketen zu Forschungs- und Erprobungszwecken beschossen.
- Die Verbindungen mit Deutschland – entstanden durch die vielen deutschen Wissenschaftler – bestehen noch heute. So gab es eine lange Zeit lang eine deutschsprachige Schule in Alamogordo, die ursprünglich die Kinder der Forscher unterrichtete. Heute steht für die Schulausbildung der Kinder von in Alamogordo (Holloman Air Force Base) stationierten deutschen Soldaten eine deutsche Schule zur Verfügung. Die deutsche Schule in El Paso Fort Bliss wurde mit dem endenden Schuljahr 2021/2022 geschlossen.